# Evergreen (muzyka)
Evergreen (czyli „wiecznie zielony”) – określenie (głównie w dziennikarstwie muzycznym) piosenki, utworu muzycznego cieszącego się niesłabnącą popularnością przez wiele lat, często wykonywanego przez różnych wykonawców, czasem w kolejnych pokoleniach, inaczej standard. Do klasy evergreen zalicza się utwory, które przeszły próbę co najmniej 20 lat.